# Psicopatología cuantitativa
La psicopatología estudia el funcionamiento patológico de la mente. Analiza sus procesos normales y desviados y agrupa las divergencias en elementos que constituyen los síntomas, agrupa estos en conjuntos denominados síndromes, para, finalmente, reunirlos en las diferentes enfermedades mentales. La psicopatología no es más que la semiología clínica de los psiquiatras.
Dado el carácter subjetivo de muchas de las experiencias referidas por los enfermos, su apreciación desde el exterior puede distorsionarse por las dificultades del sujeto en expresar un mundo interior tan inefable y por la capacidad de percepción del observador; por eso, sus descripciones no pueden basarse, tan sólo, en la experiencia clínica del entrevistador. Se hace necesario suprimir la subjetividad del psiquiatra, pesar y medir los síntomas, expresarlos de un modo mensurable y evaluarlos cuantitativamente. Así surge el concepto de la llamada psicopatología cuantitativa.
La psicopatología cuantitativa, desarrolla instrumentos: tests, escalas, cuestionarios, encaminados a evaluar de forma mensurable la patología de la mente. Pero no pretende simplemente determinar su presencia y cuantificar la intensidad de la misma, sino que mediante las técnicas estadísticas adecuadas, analiza los signos y síntomas psicopatológicos, determina la relación existente entre ellos y pone a prueba las hipótesis de trabajo desarrolladas por la psicopatología tradicional. De ese modo, ratifica o refuta los elementos psicopatológicos destacados por los psicopatólogos del siglo XX utilizando la moderna metodología de investigación científica.
La psicopatología cuantitativa se establece como un conjunto de procedimientos psicométricos y estadísticos que pone a prueba el saber psiquiátrico en sus fundamentos más íntimos: los síntomas producidos por las enfermedades psíquicas.